# Тест Купера
Тест Ку́пера — тест на фізичну підготовленість організму людини. Він був створений американським лікарем Кеннетом Купером в 1968 році для армії США. Тест полягає в 12-хвилинному бігові. Пройдена відстань фіксується, і на основі цих даних робляться висновки в спортивних або медичних цілях. Кеннет Купер створив понад 30 тестів подібного роду, однак, саме цей тест широко використовується в професійному спорті, наприклад, у футболі. Під час виконання тесту задіюється 2/3 м'язової маси. Враховуючи, що в бігові на 5000 м світовий рекорд належить Кененісі Бекеле і становить 12:37.35, то при бігові на 12 хвилин він подолав би близько 4800 м.
Купер є відомим американським лікарем-практиком, що розробив численні тести для оцінки фізичного стану організму. Тести Купера прості й зручні. Вони пройшли перевірку на тисячах ентузіастів і можуть бути рекомендовані людям різного віку і фізичної підготовленості.
Важливою особливістю оцінки фізичної працездатності, закладеної Купером у цих тестах, є залежність підсумкових показників від віку людини, яку тестують. Однакова кількість балів, набрана людьми різного віку, в кожному разі буде означати різну оцінку фізичної працездатності.
Більшість навантажень, пропонованих організму при проведенні тестів Купера, можна віднести до «аеробних» — тобто таких, що виконуються за рахунок використання кисню. Інтенсивність цих навантажень така, що дозволяє клітинам використовувати наявний в них і в крові, що протікає, кисень, а не виконувати роботу в безкисневих умовах, відновлюючи кисневий дефіцит після її закінчення. Такі навантаження досить корисні для організму і навіть можуть застосовуватися людьми з ослабленим станом здоров'я.
Навантаження в тестах Купера носять так званий «глобальний» характер, тобто при їхньому виконанні в роботу включено понад 2/3 м'язової маси. Таким чином, ці навантаження здійснюють істотний вплив не лише на м'язовий апарат, але і на системи, що забезпечують м'язову діяльність, перш за все, на серцево-судинну і дихальну. Отже, оцінюючи здатність організму переносити навантаження, передбачені тестом Купера, можна побічно оцінити функціональний стан серцево-судинної та дихальної системи.
| Вік   | Ч/Ж | Дуже добре | Добре         | Задовільно    | Погано        | Дуже погано |
| ----- | --- | ---------- | ------------- | ------------- | ------------- | ----------- |
| 13-14 | Ч   | 2700+ м    | 2400 - 2700 м | 2200 - 2399 м | 2100 - 2199 м | 2100- м     |
| 13-14 | Ж   | 2000+ м    | 1900 - 2000 м | 1600 - 1899 м | 1500 - 1599 м | 1500- м     |
| 15-16 | Ч   | 2800+ м    | 2500 - 2800 м | 2300 - 2499 м | 2200 - 2299 м | 2200- м     |
| 15-16 | Ж   | 2100+ м    | 2000 - 2100 м | 1700 - 1999 м | 1600 - 1699 м | 1600- м     |
| 17-19 | Ч   | 3000+ м    | 2700 - 3000 м | 2500 - 2699 м | 2300 - 2499 м | 2300- м     |
| 17-19 | Ж   | 2300+ м    | 2100 - 2300 м | 1800 - 2099 м | 1700 - 1799 м | 1700- м     |
| 20-29 | Ч   | 2800+ м    | 2400 - 2800 м | 2200 - 2399 м | 1600 - 2199 м | 1600- м     |
| 20-29 | Ж   | 2700+ м    | 2200 - 2700 м | 1800 - 2199 м | 1500 - 1799 м | 1500- м     |
| 30-39 | Ч   | 2700+ м    | 2300 - 2700 м | 1900 - 2299 м | 1500 - 1899 м | 1500- м     |
| 30-39 | Ж   | 2500+ м    | 2000 - 2500 м | 1700 - 1999 м | 1400 - 1699 м | 1400- м     |
| 40-49 | Ч   | 2500+ м    | 2100 - 2500 м | 1700 - 2099 м | 1400 - 1699 м | 1400- м     |
| 40-49 | Ж   | 2300+ м    | 1900 - 2300 м | 1500 - 1899 м | 1200 - 1499 м | 1200- м     |
| 50+   | Ч   | 2400+ м    | 2000 - 2400 м | 1600 - 1999 м | 1300 - 1599 м | 1300- м     |
| 50+   | Ж   | 2200+ м    | 1700 - 2200 м | 1400 - 1699 м | 1100 - 1399 м | 1100- м     |

| Стать | Дуже добре | Добре         | Задовільно    | Погано        | Дуже погано |
| ----- | ---------- | ------------- | ------------- | ------------- | ----------- |
| Ч     | 3700+ м    | 3400 - 3700 м | 3100 - 3399 м | 2800 - 3099 м | 2800- м     |
| Ж     | 3000+ м    | 2700 - 3000 м | 2400 - 2699 м | 2100 - 2399 м | 2100- м     |

| Вік   |   | Дуже добре | Добре   | Задовільно | Погано  | Дуже погано |
| ----- | - | ---------- | ------- | ---------- | ------- | ----------- |
| 13–19 | Ч | > 725      | 650-725 | 550-650    | 450-550 | < 450       |
| 13–19 | Ж | > 650      | 550-650 | 450-550    | 350-450 | < 350       |
| 20–29 | Ч | > 650      | 550-650 | 450-550    | 350-450 | < 350       |
| 20–29 | Ж | > 550      | 450-550 | 350-450    | 275-350 | < 275       |
| 30–39 | Ч | > 600      | 500-600 | 400-500    | 325-400 | < 325       |
| 30–39 | Ж | > 500      | 400-500 | 325-400    | 225-325 | < 225       |

12-хвилинне плавання вільним стилем. У випадку відпочинку протягом тесту час продовжує відлік дванадцяти хвилин.
| Вік   |   | Дуже добре | Добре     | Задовільно | Погано    | Дуже погано |
| ----- | - | ---------- | --------- | ---------- | --------- | ----------- |
| 13–19 | Ч | > 9200     | 7600-9200 | 6000-7600  | 4200-6000 | < 4200      |
| 13–19 | Ж | > 7600     | 6000-7600 | 4200-6000  | 2800-4200 | < 2800      |
| 20–29 | Ч | > 8800     | 7200-8800 | 5600-7200  | 4000-5600 | < 4000      |
| 20–29 | Ж | > 7200     | 5600-7200 | 4000-5600  | 2400-4000 | < 2400      |
| 30–39 | Ч | > 8400     | 6800-8400 | 5200-6800  | 3600-5200 | < 3600      |
| 30–39 | Ж | > 6800     | 5200-6800 | 3600-5200  | 2000-3600 | < 2000      |